# هوخ‌فلیت
هوخ‌فلیت (به هلندی: Hoogvliet) یک منطقهٔ مسکونی در هلند است که در Rotterdam واقع شده‌است. هوخ‌فلیت c نفر جمعیت دارد.